# Fawaz Al-Qarni
Fawaz Al-Qarni (en árabe: فواز القرني‎; Yeda, 2 de abril de 1992) es un futbolista saudita que juega en la demarcación de portero para el Al-Shabab Club de la Liga Profesional Saudí.

## Selección nacional
Hizo su debut con la Arabia Saudita el 9 de septiembre de 2013 en un encuentro amistoso contra Trinidad y Tobago que finalizó con un resultado de 3-1 a favor del combinado trinitense tras el gol de Naif Hazazi para Arabia Saudita, y de Andre Boucaud y un doblete de Kenwyne Jones para Trinidad y Tobago.

## Clubes
| Club                   | País           | Año       | Partidos | Goles |
| ---------------------- | -------------- | --------- | -------- | ----- |
| Al-Ittihad Jeddah Club | Arabia Saudita | 2012-2021 | 146      | 0     |
| Al-Shabab Club         | Arabia Saudita | 2021-     | 36       | 0     |